# Kirch Kogel
Koordinaten: 53° 39′ N, 12° 10′ O
Kirch Kogel ist ein Ortsteil der Gemeinde Reimershagen im Landkreis Rostock in Mecklenburg-Vorpommern und liegt am Rande des Naturparks Nossentiner/Schwinzer Heide. Das Amt Güstrow-Land mit Sitz in Güstrow regelt die Verwaltung.

## Geografie
Kirch Kogel liegt in der Mecklenburgischen Seenplatte inmitten eines waldigen Gebietes, unmittelbar am Nordrand des Naturparks Nossentiner/Schwinzer Heide. Vom westlichen Ortsrand führt ein Landweg über Kleesten zum Kloster Dobbertin. Das dünn besiedelte Großschutzgebiet liegt zwischen den Kleinstädten Goldberg, Krakow am See, Malchow und der Müritz. Die größeren Seen, ausgedehnte Sanderflächen, Moore, Heide und die Quellgebiete der Nebel und Mildenitz sind Merkmale dieser Landschaft.

## Geschichte

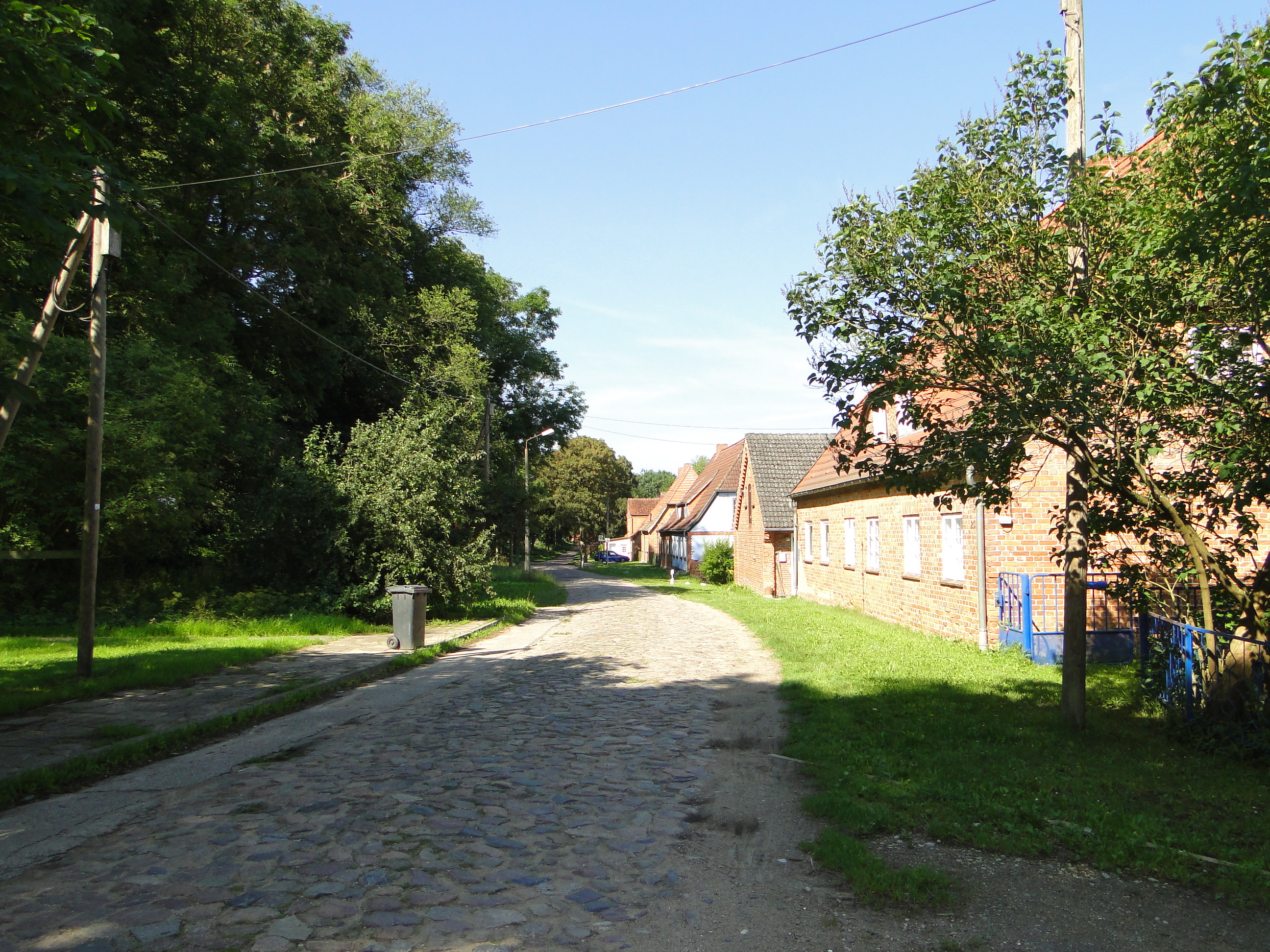
Kopfsteingepflasterte Straße in Kirch Kogel (2011)

Mit Kirch Kogel wurde auch das Nachbardorf Rum Kogel erstmals am 31. März 1303 urkundlich erwähnt. Der Ritter Bernhard von Bellin, dessen Vorfahren die Lokatoren dieser Region waren, erhielt die Gerichtsbarkeit und Bede auf seinen Gütern aus den Dörfern zu Reimershagen, Jellen, Suckwitz mit fünf Hufen, Kirch Kogel, Groß- (Rum) Kogel, Groß- und Klein Breesen sowie die Cowale Mühle. Auf dem Situations-Plan von 1792 ist die Mühle mit 65 Fuß Länge und die Scheune mit 45 Fuß Länge am Mühlenteich verzeichnet. Diese spätere Suckwitzer Mühle stand noch 1842 auf halbem Wege zwischen beiden Orten an einem Graben, der den Brummelviz, einen kleinen See, nach Norden entwässerte. 1846 stand an dieser Stelle schon eine Schmiede mit Wohnhaus und Scheune, die nach 1945 abgebrannt ist.
Der Name wurde zu verschiedenen Zeiten Kerccowalk, Kowalek, Kerk Kowalk bzw. Deutsch Kogel geschrieben. kovalĭ wird als altslawisches Wort für Schmiede gedeutet. Kirch Kogel war aber Pertinenz von Suckwitz. Um 1407 gehörten neben den von Bellin für kurze Zeit noch weiteren Adelsfamilien Anteile in Kirch Kogel. Vikko Wusten verkaufte 1435 für 600 Lübsche Mark seinen Hof mit drei Katen in Kirch (Kerk) Kogel und die Dorfbede in Rum Kogel an Propst Mathias Weltzin, Priorin Abele Grabow und den Konvent des Klosters Dobbertin. Als der damals regierende Herzog von Mecklenburg-Schwerin, Heinrich IV., dem Provest Matthias Weltzin des Klosters Dobbertin am 18. Oktober 1440 das Patronat von Kirch Kogel verlieh, wurde ausdrücklich von der Kirche zu Kerk Kowalk, belegen in der Vogtei zu Cracow, gesprochen. 1445 gehörten zur Pfarre Kirch Kogel neben dem als wüst bezeichneten Wendisch Kogel (heute Rum Kogel) noch die eingepfarrten Ortschaften Reimershagen, Suckwitz und die Heidedörfer Kleesten und Jellen.

### Dorf
Das südliche Territorium von Kirch Kogel reichte mit einem dreieckigen Stück in das Waldgebiet der Schwinzer Heide, noch über den Weg von Jellen nach Alt Sammit bis kurz an die Mann-Soll-Schneise. Das Waldstück wird als Kirch Kogeler Holzung bezeichnet, im Nordwesten Altes Schmiedeholz und südlich die Swinskuhle. In östlicher Richtung stand einst eine Pumpe, sie diente zum Viehtränken. Denn mitten durch die Kirch Kogeler Hölzung verlief der Milchweg für den Milchwagen zum Abfahren der Milch von den Melkplätzen auf den Waldweiden.
Aber noch immer besaßen andere Adlige Befugnisse oder Anteile in Kirch Kogel. In der Liste für die Kaiserbede von 1496 waren 24 Familien mit 53 steuerpflichtigen Personen verzeichnet. 1508 löste das Kloster Dobbertin die Passowschen Anrechte ab. Ab 1589 war der Schneider Jacob Jacobs auch Küster der Kogeler Kirche. 1591 wurde Drewes Roele als Schäfer aus Stieten durch das Klosteramt zum Schäfer in Kirch Kogel bestellt. Er durfte für sich 80 Schafe und 20 Schweine halten.
Vor dem Dreißigjährigen Krieg hatte das Kloster Kirch Kogel wieder veräußert. Pächter Peter Peterßen erhielt 1676 nach Mitnahme seines Viehs durch Kaiserliche Reiter diesen Raub als Kriegskosten erstattet. Schon vor 1700 war es längere Zeit ein Vorwerk von Suckwitz mit einem Vogt. Im Dorf waren Handwerker, wie der Schmied, der Weber, ein Küster, die Kuh- und Schweinehirten und ein Hüfner vorhanden. Nach dem Beichtkinderverzeichnis von 1704 waren sechs Hüfner und ein Kossate in Kogel und der Pastor bewirtschaftete ebenfalls eine Hufe.
1767 schloss Herr von Grabow auf Suckwitz einen Erbpachtvertrag über die Kirch Kogeler Pfarrländereien ab. 1777 verkauften die Gläubiger des Herren von Grabow die Ortschaft Suckwitz mit fünf Bauern und den Hof Kogel an Hans Ernst von Hardenberg zu Hannover. Für den Bau des neuen Schafstalls wurden 1754 aus der klostereigenen Ziegelei Lähnwitz 12.600 Mauerziegel angefahren. 1792 befanden sich ein Schaf- und ein Viehstall als Außenstelle von Suckwitz dort. 1796 verkaufte der Geheime Legations- und Landrat Graf von Hardenberg das Lehngut Suckwitz mit Klein Breesen und Kogel an Otto von Hahn.

### Gut
Inzwischen war Kirch Kogel ein Lehngut geworden.
Besitzer des Gutes:
- 1661 Johann Jacobs
- 1700 Dietrich Everding
- 1712 Levin Christoff Drews[10]
- 1724 Johann Lange
- 1731 Friedrich Falenkamp
- 1743 Vollrath Jochim Christoph Drews
- 1767 Johann Hinrich Arnholtz mit Höfen Spendin und Klesten
- 1796 Kammerrath Otto Conrad von Hahn auf Charlottenthal
- 1805 die Neffen Conrad Gottfried von Hahn aus Bremen und Heinrich Hermann von Hahn aus Hannover

Anfang des 19. Jahrhunderts wurden die Verbindungen zwischen Suckwitz und Kirch Kogel aufgehoben, so dass ein eigenständiges Gut entstand. Die Fläche betrug etwa 700 Hektar.
- 1805 Major Carl Wilhelm Hans von Meding kaufte das Gut in Suckwitz mit der Pertinenz Kirch Kogel von den Charlottenthaler Erben von Hahn, danach dessen Sohn

Pächter des Klosteramtes
- 1805 Friedrich Leopoldi[11]
- 1851 Georg Heinrich Blohm
- 1856 Ludwig Fick

Da das Umsiedeln der Bauern nicht mehr möglich war, wurden in seiner Zeit die letzten drei Bauernstellen einfach auf den schlechtesten Ackerboden, die Außenschläge der Gutsfeldmark verlegt.
- 1856 Gebrüder Fick
- 1862 Helmut Lagemann
- 1877 kaufte das Kloster Dobbertin das Dorf mit dem Lehngut Kirch Kogel zurück und die Hauswirtschaftsstellen wurden in Erbpacht gegeben.[12]
- 1878 Ernst Flint aus Glashagen, er war auch Standesbeamter, wechselte 1894 zum Klostergut nach Mühlenhof (Techentin).
- 1893 Albert (Julius Elias Louis) Zöllner, war ebenfalls Standesbeamter, nach seinem Tode 1901 wurden seine Erben Pächter.[13] Sein ältester Sohn Rudolf brachte es vom Schiffsjungen zum Kapitän bei der Lioyd in China.
- 1890 Pächter Karl Flindt
- 1903 Ernst Beese zu Wilsen und seine Erben. Beese starb 1913 in Kirch Kogel.
- 1915 Oeconomierat Paul Buchardt aus Roez, noch 1938.[14]

Sein Vater Oeconomierat Paul Burchardt pachtete als Verwalter des Klosterguts Roez für seinen Sohn das Gut in Kirch Kogel mit 416 Hektar. Paul (der Jüngere) war verehelicht, hatte zwei Kinder und noch zwei Kinder mit dem bei ihm angestellten Kindermädchen. Auch als Dorfschulze (Bürgermeister) mit einem losen Mundwerk wurde er wegen politischer Äußerungen 1933 eingesperrt, kam aber durch weitläufige Verwandtschaft mit Göring wieder frei. Als letzter Pächter wurde er 1945 durch Angehörige der Roten Armee am Gutshaus erschossen, weil er sich schützend vor seine Frau stellte. Einige Tage später sollte er Landrat in Güstrow werden.
1945 war das Ende Kirch Kogels als Domäne und das Gut wurde aufgesiedelt. Wie auch bei Rum Kogel und Suckwitz ging die weitere Entwicklung über die LPG Typ I und die Vereinigung mit Reimershagen zur Groß-LPG Lohmen bzw. Gerdshagen.
Die ehemals recht große Gutsanlage ist in ihren groben Umrissen noch erkennbar. Südlich des Gutshauses befindet sich ein aus hellen Klinkern errichtetes Gebäude mit Flachdach, das früher ein Schafstall war. Es wurde später zur Hälfte als Wohnung umgebaut. Südöstlich steht der 1884 erbaute Speicher mit Pferdestall. In diesem Gebäude aus roten Klinkern mit einem Krüppelwalmdach befinden sich heute Wohnungen. Neben diesen ehemaligen Wirtschaftsbauten steht noch eine Scheune an der südwestlichen Seite des Gutshauses. Auf dem Hof wurde 1884 ein Brunnen mit einer eisernen Pumpe und ein Stall- und Scheunengebäude gebaut. 1885 folgte der Viehstall und 1893 wurde das baufällige Schweinehaus erneuert. 1914 ließ das Klosteramt Dobbertin noch eine neue Scheune und einen Schafstall errichten.

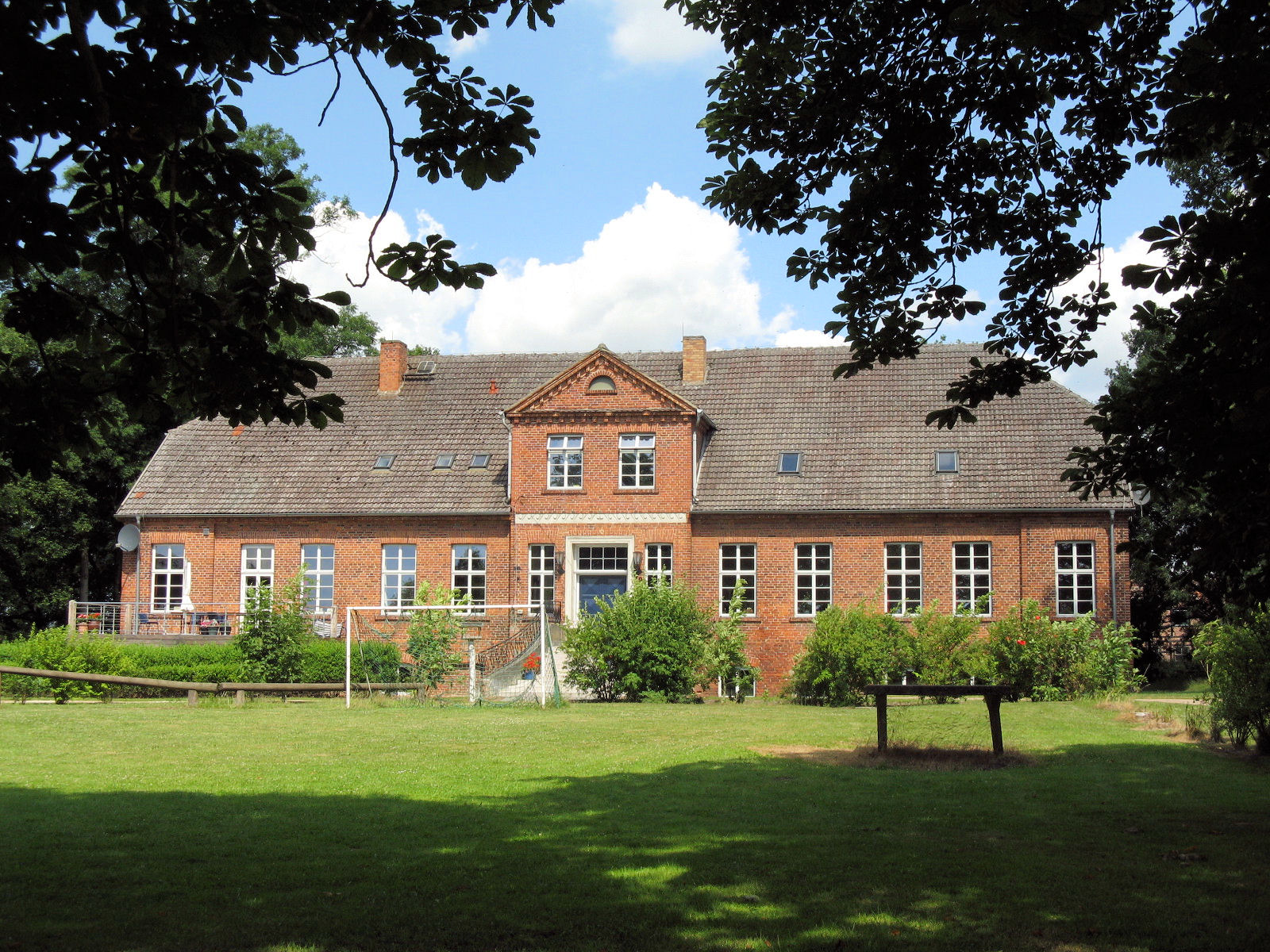
Gutshaus (2009)

### Gutshaus
Eine Inschrift am Gutshaus weist auf das Baujahr 1840 und den Bauherrn C. W. H. v. M (eding) hin. Der Architekt ist unbekannt, doch stilistische Ähnlichkeiten, wie der laufende Hund am Mittelrisalit, befinden sich auch am Küchenmeisterhaus im Kloster Dobbertin.
Das Gutshaus steht auf einem hohen, etwas abgesetzten Kellergeschoss mit Feldsteinsockel. Eine einläufige Freitreppe mit Treppenwangen führt auf der Gartenseite zur Tür des zweigeschossigen Mittelrisalits, der zentral in den elf Achsen des Hauses liegt. Die zweiflügelige Tür wird beiderseits von je einem Fenster gerahmt. Im Unterschied zum eingeschossigen Wohnteil besitzt der leicht vorgesetzte Risalit ein Obergeschoss mit zweiachsiger Fenstergruppe. Das Erd- und Obergeschoss werden durch eine Putzblende voneinander abgesetzt, deren Putzornament einen als laufender Hund bezeichneten Fries mit zusätzlich eingelegtem Lilienmotiv mit Blütenknospen. Im flachen Dreiecksgiebel befindet sich ein halbkreisförmiges Lünettenfenster und das Gesims ist mit einem Zahnschnitt verziert. Die Außenachsen des Gebäudes sind ebenfalls wie ein Risalit betont. Das Krüppelwalmdach bildet den oberen Abschluss.
Nachdem im Haus Anfang der 1960er Jahre eine Konsum-Verkaufsstelle und 1972 ein Kindergarten untergebracht war, danach als Jugendumwelt-Bildungsstätte und Landschulheim genutzt wurde, ist es heute in Privatbesitz.

### Gebäude im Dorf
Das Dorf wird von der aus dem 13. Jahrhundert stammenden Kirche überragt. Nördlich des Gutshauses befinden sich an der Dorfstraße noch Gutskaten mit Stallungen im Originalzustand und lassen das einstige lang gestreckte Angerdorf in seinen Umrissen noch erkennen. An einigen Giebeln sind im oberen Dreieck kleine Sandsteintafeln mit den Initialen, wie KLAD 1881 zu sehen. Das bedeutet: Klosteramt Dobbertin, erbaut 1881.
Ein schwerer Brand wütete 1874 im Dorf, einige Katen und zwei Bauernstellen wurden dabei in Asche gelegt. Erst 1884 wurde auf Veranlassung des Klosteramtes das Spritzenhaus gebaut. 1894 gab es durch einen schweren Sturm starke Zerstörungen an einigen Gebäuden, die Schule mit Lehrer Popp blieben verschont. Das Dorf hatte 113 Einwohner, 1935 waren es schon 145. Erst 1905 erfolgte der An- und Umbau der Dorfschule.

## Eingemeindungen
Am 1. Juli 1950 wurden Rum Kogel und Suckwitz eingemeindet. Am 1. Januar 1963 wurde Kirch Kogel mit seinen Ortsteilen in die Gemeinde Reimershagen eingegliedert. Diese Gemeinde wurde später in Groß Tessin umbenannt, am 1. Januar 1982 erfolgte die Rückbenennung zu Reimershagen. Kirch Kogel ist seither ein Ortsteil dieser Gemeinde.

## Sehenswert

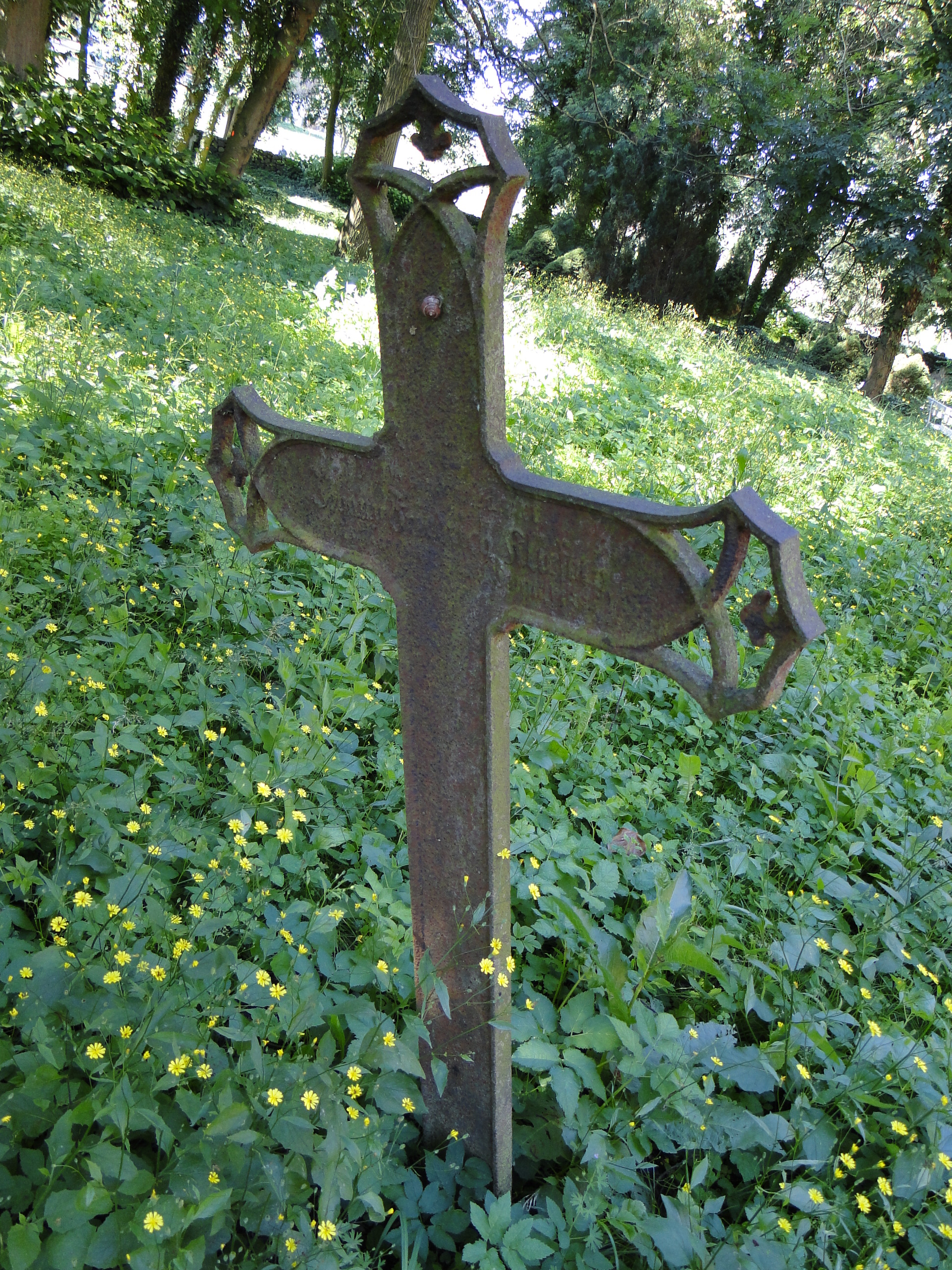
Grabkreuz Kliefoth (2011)

- Gutsanlage mit Gutshaus, Scheune, Pferdestall und Schafstall
- Bauernhaus Dorfstr. 16
- Landarbeiterhäuser mit Ställen, Dorfstr. 17, 18, 19, 29, 21 und 23
- Landarbeiterhaus, Dorfstr. 24
- Kirche, Leichenhalle und Friedhof mit Grabmälern: I. M. Zickermann, F. H. S. Zickermann, M. D. Utermark, L. M. S. Utermark und I. F. Kliefoth
- Pfarrhaus mit Wirtschaftsgebäude
- Alte Dorfstraße mit Pflaster

### Kirche

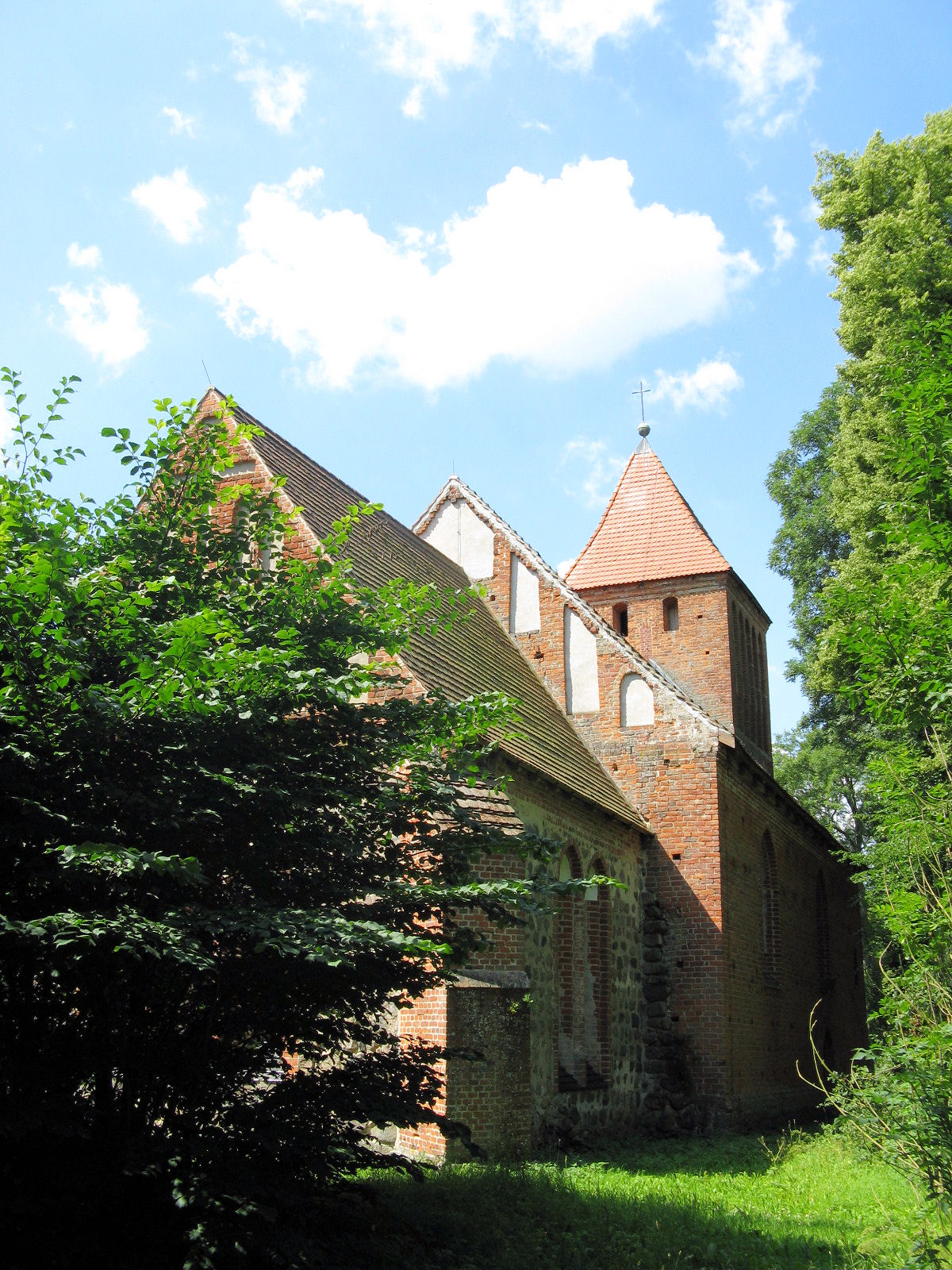
Kirche (2009)

Die Kirche bildet das Zentrum des Dorfes und wird mit ihrem Friedhof durch eine erneuerte Feldsteinmauer geschützt. Der quadratische Feldsteinchor wurde in der zweiten Hälfte des 13. Jahrhunderts zuerst erbaut. Langhaus und Turm folgten später. Das älteste Ausstattungsstück in der Kirche ist der aus dem 13. Jahrhundert stammende Taufstein aus Granit. Der spätgotische Schnitzaltar stammt aus dem zweiten Viertel des 15. Jahrhunderts. Die hölzerne Kanzel wurde 1671 gefertigt. 1872 wurde durch den Wittstocker Orgelbauer Friedrich Hermann Lütkemüller die Brüstungsorgel gebaut. Der neugotische fünfteilige Prospekt mit Staffelgiebel und rechtsseitigem Spieltisch steht auf der Westempore. Im Kirchturm befindet sich noch eine 1612 gegossene Bronzeglocke.
Der nördlich der Kirche gelegene Pfarrhof ist ähnlich wie ein Guts- oder Bauernhof angelegt, da die Pfarrstelle meist mit einer Landwirtschaft gekoppelt war. Das restaurierte Pfarrhaus, von 1754 bis 1755 in Fachwerk erbaut, ist in seiner ursprünglichen Bausubstanz weitgehend unverändert geblieben. Die Mauerziegel kamen aus der klostereigenen Ziegelei in Lähnwitz. Zum Pfarrhof mit der kleinen mit Schilfrohr gedeckten Fachwerkscheune gehört noch der ehemalige Pfarrgarten mit altem Obstbaumbestand. Heute gehört der Pfarrhof der Evangelisch-Lutherischen Landeskirche Mecklenburgs und wird als „Selbstversorgerheim“ von Frühjahr bis Herbst für Rüstzeiten und von Freizeitgruppen genutzt. Seit Ende der 1970er Jahre treffen sich Jugendliche und junge Erwachsene mit kirchlichem Hintergrund, um ein gemeinsames Wochenende mit Musik und Workshops verschiedener thematischer Bereiche zu erleben. In den Jahren um 2002/03 zog das zu einer Art Festival gewordene Treffen mehr als 1000 Teilnehmer an.

### Kornspeicher Kirch Kogel
Der Verein Kornspeicher Kirch Kogel wurde im April 2005 gegründet, um das kulturelle Leben im Dorf und auch in der Gemeinde wieder zu beleben. Ein weiteres Ziel waren die Jugendlichen der Gemeinde. Von der Gemeinde konnte ein altes Gebäude, ehemals Pferdestall und Kornspeicher des Gutes, gepachtet werden und wird seitdem zum Dorfgemeinschaftshaus umgebaut. Durch Spenden einiger Sponsoren sind die Umbauarbeiten in der unteren Etage mit Jugendraum, Mehrzweckraum und Toiletten fast abgeschlossen. Seit 2009 treffen sich hier regelmäßig die Jugendlichen, die Senioren oder auch eine Frauensportgruppe zu Veranstaltungen.

## Karten
- Direktorial-Vermessungskarte Von dem Hochadelichen Dobbertinschen Klosteramts 1759
- Topographisch oekonomisch und militaerische Charte des Herzogthums Mecklenburg-Schwerin und das Fürstenthum Ratzeburg 1788, Klosteramt Dobbertin mit Sandpropsteien vom Grafen Schmettau
- Wiebekingsche Karte von Mecklenburg, 1786.
- Bertram Christian von Hoinckhusen: Mecklenburg Atlas mit Beschreibung der Aemter um 1700. Blatt 61, Beschreibung des Klosteramtes Dobbertin.
- Preußische Landes-Aufnahme 1880, Großherzogthum Mecklenburg-Schwerin 1882, Dobbertin Nr. 946.
- Charte von den Besitzungen des Klosters Dobbertin, enthält Kirch Kogel, angefertigt nach vorhandenen Gutskarten Anno 1822 durch S. H. Zebuhr.
- Offizielle Rad- und Wanderkarte des Naturparks Nossentiner/Schwinzer Heide, 2010.

### Gedruckte Quellen
Mecklenburgisches Urkundenbuch (MUB)
Mecklenburgische Jahrbücher (MJB)

### Ungedruckte Quellen
Landeshauptarchiv Schwerin (LHAS)
- LHAS 1.5-4/3 Urkunden Kloster Dobbertin
- LHAS 2.12-3/5 Kirchenvisitationen
- LHAS 3.2-3/1 Landeskloster/Klosteramt Dobbertin
- LHAS 3.2-4 Ritterschaftliche Brandversicherung
- LHAS 5.11-2 Landtagsverhandlungen, Landtagsversammlungen, Landtagsprotokolle, Landtagsausschuß
- LHAS 5.12-4/2 Mecklenburgisches Ministerium für Landwirtschaft, Domänen und Forsten, Abt. Siedlungsamt

Landeskirchliches Archiv Schwerin (LKAS)
- LKAS, OKR Schwerin, Spezialia, Ortsakten Kirch Kogel und Kirchenbücher.

Kreisarchiv Nordwestmecklenburg
- N20 Guts- und Herrenhäuser in Mecklenburg-Vorpommern.
- Ortschroniken 1934 und 1991 (beide unveröffentlicht)
- Kirche zu Kirch Kogel, Kirchgemeinde Lohmen